# Albanie au Concours Eurovision de la chanson 2007
L'Albanie a choisi la chanson qui va la représenter au Concours Eurovision de la chanson 2007 lors du 45e Festivali I Këngës.
Le format consiste en deux demi-finales, les 21 et 22 décembre, et la soirée finale le 23 décembre 2006. Le 20 décembre, un quart de finale a aussi eu lieu avec 20 arrivants jouant pour deux places dans le festival. 
L'Albanie est représentée à l'Eurovision par Frederik Ndoci & Aida avec la chanson Balada e gurit, ce qui signifie La ballade de la pierre[réf. nécessaire]. La chanson a été choisie par un panel d'experts, sans télévote.
Balada e gurit est une musique aux airs plutôt traditionnels.
La chanson Balada e gurit sera interprétée en anglais sous le titre Hear my plea lors de la demi-finale du Concours Eurovision de la chanson qui se déroulera le 10 mai 2007 à Helsinki.

## Résultats de la finale
| #  | Interprète(s)                   | Chanson                 | Points | Place |
| -- | ------------------------------- | ----------------------- | ------ | ----- |
| 1  | Alberie Hadergjonaj             | Të dua zemër ty të dua  | 10     | 11    |
| 2  | Hersiana Matmuja                | Ah jetë, oh jetë        | 11     | 10    |
| 3  | Mariza Ikonomi                  | Ku është dashuria       | 49     | 3     |
| 4  | Arber Arapi                     | Në fund të botës        | 14     | 9     |
| 5  | Alban Skenderaj                 | Eklips                  | 37     | 7     |
| 6  | Eliza Hoxha                     | Hajde sonte             | 10     | 12    |
| 7  | Amarda Arkaxhi                  | Por ti mos trego        | 49     | 4     |
| 8  | Evis Mula                       | Rrëfim në mesnatë       | 39     | 6     |
| 9  | Gerta Koci                      | Eja zemër               | 40     | 5     |
| 10 | Kujtim Prodani                  | Kjo është jeta          | 4      | 14    |
| 11 | Jonida Maliqi                   | Pa identitet            | 21     | 8     |
| 12 | Rosela Gjylbegu                 | Pa ty, pa mua           | 52     | 2     |
| 13 | Saimir Braho                    | Mik i dhimbjes          | 6      | 13    |
| 14 | Besiana Mehmeti & Mustafa Ymeri | Kepi i shpresës së mirë | 3      | 15    |
| 15 | Frederik Ndoci & Aida           | Balada e gurit          | 55     | 1     |
| 16 | Tonin Marku                     | Ëndrra ime              | 0      | 16    |